# Ilimanaq
Ilimanaq (Ilimanaĸ avant 1973, anciennement Claushavn en danois) est un village groenlandais situé dans la municipalité d'Avannaata près d'Ilulissat à l'ouest du Groenland, sur la rive sud-est de la baie de Disko. La population était de 86 habitants en 2009.